# 술패랭이꽃
술패랭이꽃(Dianthus longicalyx)은 석죽과에 속하는 여러해살이풀이다.

## 특징
높이는 1m 내외이다. 털이 없으며, 흰가루가 덮인 것 같은 녹색이다. 잎은 선상 피침형, 끝이 뾰족하며, 아랫부분은 합쳐져 마디를 둘러싸고, 길이는 10cm 내외이다. 꽃은 분홍색으로 취산꽃차례를 이루며 지름 5mm 내외이다. 꽃받침은 긴 원통형으로 길이 3cm 이상으로 끝이 5갈래, 갈래는 피침형이다. 꽃잎은 5갈래, 끝은 깊이 잘게 갈라지고, 밑동에 수염털이 있다. 수술은 10개, 길게 나오고, 암술대는 2개이다. 열매는 삭과, 원기둥 모양, 영존하는 꽃받침 속에 있으며, 4갈래로 갈라진다. 관상용으로 재배하며 한방에서 약재로 이용한다. 

## 화재 응용법
분갈이시 포기 나누기를 한다. 꺾꽂이는 줄기에 붙은 가지나 어린 싹을 잘라 모래에 꽂으면 뿌리를 내린다. 씨앗으로도 번식이 잘된다. 햇볕이 잘 들고 조금 척박한 곳으로 물 빠짐이 좋은 사질 토양에서 재배한다. 매우 강인한 식물로 재배가 쉬운 식물이다.